# Dusona prolata
Dusona prolata är en stekelart som beskrevs av Gupta 1977. Dusona prolata ingår i släktet Dusona och familjen brokparasitsteklar. Inga underarter finns listade i Catalogue of Life.